# Kevin McBride
Kevin Martin McBride est un boxeur irlandais né le 10 mai 1973 à Clones dans le comté de Monaghan.

## Carrière
Ayant participé aux Jeux olympiques de Barcelone en 1992 (défaite au 2d tour contre le tchèque Peter Hrivnak), il commence sa carrière professionnelle le 17 décembre 1992 par un match nul. Invaincu après 20 combats, il connait sa première défaite en 1997 en étant battu par KO technique par un inconnu comptant plus de défaites que de victoires, Luis Monaco. Dans les années qui suivent, il connait de nouvelles défaites, mais remporte 7 victoires de rang par KO de mai 2002 à mars 2005. 
Le 11 juin 2005, pour 150 000 dollars, il rencontre Mike Tyson, qui touchera 5,5 millions. À 39 ans, ce dernier est sur le déclin. Ne parvenant pas à abréger le combat, Tyson se fatigue. À partir du 5e round, il ralentit et McBride le touche plus facilement. Tyson est pénalisé de 2 points pour coup de tête volontaire et tente par deux fois de blesser McBride au bras lors des accrochages. L'ancien champion renonce après 6 reprises et se retire de la boxe, quand McBride connaît la victoire la plus célèbre de sa carrière.
Pour autant, en 2006 et 2007, McBride est battu en 2 rounds par Mike Mollo et en 6 contre Andrew Golota. Après 3 ans sans boxer, il revient en 2010 mais connaît de nouvelles défaites, notamment contre Tomasz Adamek et Mariusz Wach en 2011, qui le bat par KO en 4 reprises. McBride était monté sur le ring à un poids record de 133 kilos. Après ce dernier échec, il se retire de la boxe, avec 35 victoires et 10 défaites.